# Volvo Adventure
A Volvo Adventure Nemzetközi Környezetvédelmi Projektversenyt az ENSZ és a Volvo indította el 2001-ben. Céljuk a fiatalság környezettudatosságra való nevelése volt. Azóta 8 éve folyamatosan megrendezik a svédországi Göteborgban. Eddig több tucat ország csapata több mint 100 fővel vett részt ezen a megmérettetésen.

## A versenyről
Elő és középdöntő
A verseny igen összetetten zajlik. Bármely ország csapatának lehetősége van a nevezésre. A fiataloknak egy a helyi környezetükben lévő problémát kell feltérképezniük, majd megoldaniuk. Amikor már van látható eredménye munkájuknak akkor azt angol nyelven ismertetni kell a verseny honlapján. A nevezési határidő lejárta után a svéd zsűri elbírálja a nevezéseket. Előfordulhat, hogy egy országból többet is érdemesnek talál a döntőbe (Magyarország esetében ez eddig mindig így volt), ezért helyi szinten középdöntőt szerveznek, majd abból egy, a győztes csapat mehet Svédországba.
Döntő
A döntőt a svédországi Göteborgban rendezik meg minden alkalommal. Az utazást és ottani luxus körülményeket és a programokat a Volvo állja. Általában több napra hívják a csapatokat, mert ez már nemcsak a versengésről szól. Előadásokat tartanak az ENSZ környezetvédelmi programjáról (UNEP), a WWF-ről, a Cserkészmozgalom Világszervezetéről (WOSM). A versenyzők megtekinthetik, hogy tanulnak a svéd gyerekek, de még a híres Liseberg Vidámparkban is szórakozhatnak. Ezen napok valamelyike között rendezik meg a döntőt, ahol prezentálja a projektjét az ifjúság. A zsűri igen nagy és elismert emberekből áll (pl.: WWF elnöke). A versengés utolsó napján derül ki, hogy mely csapat állhat a dobogóra.

## Eddigi versenyek
A versenyt 2001-től szervezik, azóta kapnak lehetőséget a "zöld" fiatalok a munkájuk ismertetésére.
- 2001
- 2002
- 2003
- 2004
- 2005
- 2006
- 2007
- 2008
- 2009
- 2011 (a legközelebbi verseny időpontja)

## Magyar csapat szereplése
Magyarországot eddig csak két alkalommal képviselte csapat. A diákok 2008-ban Zsákáról, 2009-ben Miskolcról vágtak neki a versengésnek.
| Csapat                          | Projekt                                          | Év   | Helyezés |
| ------------------------------- | ------------------------------------------------ | ---- | -------- |
| MIRAGE                          | Protection of our Lick Vegetataion in Zsáka      | 2008 | 4.       |
| Avasi Gimnázium / Naturedoctors | Protecting the Cradle of Life in Miskolc: Szinva | 2009 | 4.       |

## Eddigi nyertesek
| Év   | Csapat                                  | Ország                  | Projekt                                         | Helyezés |
| ---- | --------------------------------------- | ----------------------- | ----------------------------------------------- | -------- |
| 2007 | Bright Youngsters                       | Indonézia               | Useful waste for a better future                | 1.       |
| 2007 | Green Teens                             | Új-Zéland               | Plastic - Not So Fantastic!                     | 2.       |
| 2007 | Facing Up                               | Dél-Afrikai Köztársaság | EnergyWise"                                     | 3.       |
| 2008 | Green Sail                              | Oroszország             | The second life of park "Dubky"                 | 1.       |
| 2008 | Green action                            | Macedónia               | The last Water Buffalo in Macedonia             | 2.       |
| 2008 | Junior Ecoguards (Les Petits Ecogardes) | Comore-szigetek         | Nyamba - protecting endangered sea turtles"     | 3.       |
| 2009 | HUNAB proyecto de vida AC               | Mexikó                  | Aquaponics to save biodiversity & town economy" | 1.       |
| 2009 | Queen Elizabeth II High School          | Man-sziget              | tREe "CYCLE"                                    | 2.       |
| 2009 | Govt. High School Tilak Nagar Gudhiyari | India                   | Water Drop - Precious Pearl                     | 3.       |